# Liste des députés de la quatorzième législature du Landtag de Bade-Wurtemberg
Les députés de la quatorzième législature du Landtag de Bade-Wurtemberg sont les députés du Landtag de Bade-Wurtemberg élus lors des élections régionales de 2006 en Bade-Wurtemberg pour la période 2006-2011.

## Liste des députés
| Député                 | Groupe parlementaire | Circonscription              | Mandat                          | Résultat | Remarques |
| ---------------------- | -------------------- | ---------------------------- | ------------------------------- | -------- | --- |
| Katrin Altpeter        | SPD                  | 15 Waiblingen                | Zweitmandat                     | 27,2 %   | |
| Birgit Arnold          | FDP/DVP              | 39 Weinheim                  | Zweitmandat                     | 10,2 %   | |
| Dietmar Bachmann       | FDP/DVP              | 02 Stuttgart II              | Zweitmandat                     | 14,5 %   | |
| Theresia Bauer         | Grüne                | 34 Heidelberg                | Zweitmandat                     | 21,0 %   | |
| Christoph Bayer        | SPD                  | 48 Breisgau                  | Zweitmandat                     | 26,0 %   | |
| Norbert Beck           | CDU                  | 45 Freudenstadt              | suppléant pour un Direktmandat  | 44,6 %   | remplace Carmina Brenner le 19 septembre 2007                                                                 |
| Ernst Behringer        | CDU                  | 70 Sigmaringen               | Direktmandat                    | 53,8 %   | |
| Heiderose Berroth      | FDP/DVP              | 06 Leonberg                  | Zweitmandat                     | 13,4 %   | |
| Dietrich Birk          | CDU                  | 10 Göppingen                 | Direktmandat                    | 44,3 %   | |
| Thomas Blenke          | CDU                  | 43 Calw                      | Direktmandat                    | 44,2 %   | |
| Thomas Bopp            | CDU                  | 02 Stuttgart II              | suppléant pour un Direktmandat  | 38,0 %   | remplace Christoph Palmer le 2 juin 2008                                                                      |
| Monika Bormann         | CDU                  | 62 Tübingen                  | suppléante pour un Direktmandat | 38,6 %   | remplace Klaus Tappeser le 8 janvier 2008                                                                     |
| Stephan Braun          | SPD                  | 05 Böblingen                 | Zweitmandat                     | 25,3 %   | |
| Carla Bregenzer        | SPD                  | 08 Kirchheim unter Teck      | Zweitmandat                     | 25,4 %   | démissionne le 30 avril 2008 (remplacé par Sabine Fohler)                                                     |
| Carmina Brenner        | CDU                  | 45 Freudenstadt              | Direktmandat                    | 44,6 %   | démissionne le 16 septembre 2007 (remplacé par Norbert Beck)                                                  |
| Tobias Brenner         | SPD                  | 06 Leonberg                  | suppléant pour un Zweitmandat   | 22,7 %   | remplace Birgit Kipfer le 1er janvier 2010                                                                    |
| Elke Brunnemer         | CDU                  | 41 Sinsheim                  | Direktmandat                    | 43,6 %   | |
| Friedrich Bullinger    | FDP/DVP              | 22 Schwäbisch Hall           | Zweitmandat                     | 14,4 %   | |
| Fritz Buschle          | SPD                  | 55 Tuttlingen-Donaueschingen | Zweitmandat                     | 20,4 %   | |
| Monika Chef            | FDP/DVP              | 14 Bietigheim-Bissingen      | Zweitmandat                     | 11,4 %   | |
| Jörg Döpper            | CDU                  | 09 Nürtingen                 | Direktmandat                    | 41,2 %   | |
| Wolfgang Drexler       | SPD                  | 07 Esslingen am Neckar       | Zweitmandat                     | 31,2 %   | |
| Dieter Ehret           | FDP/DVP              | 49 Emmendingen               | Zweitmandat                     | 11,7 %   | |
| Friedhelm Ernst        | FDP/DVP              | 29 Bruchsal                  | suppléant pour un Zweitmandat   | 10,3 %   | remplace Michael Theurer le 8 septembre 2009                                                                  |
| Beate Fauser           | FDP/DVP              | 43 Calw                      | Zweitmandat                     | 12,6 %   | |
| Albrecht Fischer       | CDU                  | 13 Vaihingen                 | suppléant pour un Direktmandat  | 45,2 %   | remplace Günther Oettinger le 6 février 2010                                                                  |
| Gundolf Fleischer      | CDU                  | 48 Breisgau                  | Direktmandat                    | 44,9 %   | |
| Sabine Fohler          | SPD                  | 08 Kirchheim                 | suppléante pour un Zweitmandat  | 25,4 %   | remplace Carla Bregenzer le 1er mai 2008                                                                      |
| Michael Föll           | CDU                  | 04 Stuttgart IV              | Direktmandat                    | 36,8 %   | démissionne le 30 septembre 2008 (remplacé par Ilse Unold)                                                    |
| Reinhold Gall          | SPD                  | 20 Neckarsulm                | Zweitmandat                     | 28,4 %   | |
| Ulrich Goll            | FDP/DVP              | 15 Waiblingen                | Zweitmandat                     | 14,1 %   | |
| Manfred Groh           | CDU                  | 27 Karlsruhe I               | Direktmandat                    | 36,4 %   | |
| Rosa Grünstein         | SPD                  | 40 Schwetzingen              | Zweitmandat                     | 31,2 %   | |
| Friedlinde Gurr-Hirsch | CDU                  | 19 Eppingen                  | Direktmandat                    | 44,3 %   | |
| Gustav-Adolf Haas      | SPD                  | 46 Freiburg I                | Zweitmandat                     | 22,3 %   | démissionne le 5 novembre 2009 (remplacé par Walter Krögner)                                                  |
| Hans-Martin Haller     | SPD                  | 63 Balingen                  | Zweitmandat                     | 26,2 %   | |
| Rita Haller-Haid       | SPD                  | 62 Tübingen                  | Zweitmandat                     | 22,0 %   | |
| Peter Hauk             | CDU                  | 38 Neckar-Odenwald           | Direktmandat                    | 53,7 %   | |
| Rudolf Hausmann        | SPD                  | 60 Reutlingen                | Zweitmandat                     | 24,0 %   | |
| Ursula Haußmann        | SPD                  | 26 Aalen                     | Zweitmandat                     | 24,3 %   | |
| Helen Heberer          | SPD                  | 36 Mannheim II               | Zweitmandat                     | 29,4 %   | |
| Walter Heiler          | SPD                  | 29 Bruchsal                  | Zweitmandat                     | 27,3 %   | |
| Hans Heinz             | CDU                  | 16 Schorndorf                | Direktmandat                    | 44,8     | |
| Klaus Herrmann         | CDU                  | 12 Ludwigsburg               | Direktmandat                    | 38,8 %   | |
| Dieter Hillebrand      | CDU                  | 60 Reutlingen                | Direktmandat                    | 41,1 %   | |
| Bernd Hitzler          | CDU                  | 24 Heidenheim                | Direktmandat                    | 43,4 %   | |
| Peter Hofelich         | SPD                  | 10 Göppingen                 | Zweitmandat                     | 29,0 %   | |
| Andreas Hoffmann       | CDU                  | 56 Konstanz                  | Direktmandat                    | 40,6 %   | |
| Manfred Hollenbach     | CDU                  | 14 Bietigheim-Bissingen      | Direktmandat                    | 41,4 %   | |
| Karl-Wolfgang Jägel    | CDU                  | 32 Rastatt                   | Direktmandat                    | 46,0 %   | |
| Karl-Heinz Joseph      | SPD                  | 38 Neckar-Odenwald           | Zweitmandat                     | 28,4 %   | décédé le 6 mai 2007 (remplacé par Georg Nelius)                                                              |
| Hans Georg Junginger   | SPD                  | 39 Weinheim                  | Zweitmandat                     | 27,2 %   | démissionne le 31 août 2009 (remplacé par Gerhard Kleinböck)                                                  |
| Gunter Kaufmann        | SPD                  | 32 Rastatt                   | Zweitmandat                     | 28,2 %   | |
| Birgit Kipfer          | SPD                  | 06 Leonberg                  | Zweitmandat                     | 22,7 %   | démissionne le 31 décembre 2009 (remplacé par Tobias Brenner)                                                 |
| Karl Klein             | CDU                  | 37 Wiesloch                  | Direktmandat                    | 49,1 %   | |
| Gerhard Kleinböck      | SPD                  | 39 Weinheim                  | suppléant pour un Zweitmandat   | 27,2 %   | remplace Hans Georg Junginger le 31 août 2009                                                                 |
| Dieter Kleinmann       | FDP/DVP              | 53 Rottweil                  | Zweitmandat                     | 14,0 %   | |
| Wilfried Klenk         | CDU                  | 17 Backnang                  | Direktmandat                    | 44,7 %   | |
| Hagen Kluck            | FDP/DVP              | 60 Reutlingen                | Zweitmandat                     | 11,9 %   | |
| Thomas Knapp           | SPD                  | 44 Enz                       | Zweitmandat                     | 26,7 %   | |
| Rudolf Köberle         | CDU                  | 69 Ravensburg                | Direktmandat                    | 49,3 %   | |
| Joachim Kößler         | CDU                  | 30 Bretten                   | Direktmandat                    | 43,6 %   | |
| Winfried Kretschmann   | Grüne                | 09 Nürtingen                 | Zweitmandat                     | 13,7 %   | |
| Walter Krögner         | SPD                  | 46 Freiburg I                | suppléant pour un Zweitmandat   | 22,3 %   | remplace Gustav-Adolf Haas le 5 novembre 2009                                                                 |
| Andrea Krueger         | CDU                  | 01 Stuttgart I               | Direktmandat                    | 31,5 %   | |
| Jochen Karl Kübler     | CDU                  | 21 Hohenlohe                 | Direktmandat                    | 49,8 %   | |
| Sabine Kurtz           | CDU                  | 06 Leonberg                  | Direktmandat                    | 43,0 %   | |
| Bernhard Lasotta       | CDU                  | 20 Neckarsulm                | Direktmandat                    | 46,4 %   | |
| Ursula Lazarus         | CDU                  | 33 Baden-Baden               | Direktmandat                    | 48,5 %   | |
| Siegfried Lehmann      | Grüne                | 56 Konstanz                  | Zweitmandat                     | 18,9 %   | |
| Johanna Lichy          | CDU                  | 18 Heilbronn                 | Direktmandat                    | 42,4 %   | |
| Paul Locherer          | CDU                  | 68 Wangen im Allgäu          | Direktmandat                    | 58,0 %   | |
| Reinhard Löffler       | CDU                  | 03 Stuttgart III             | Direktmandat                    | 39,1 %   | |
| Brigitte Lösch         | Grüne                | 01 Stuttgart I               | Zweitmandat                     | 24,0 %   | |
| Ulrich Lusche          | CDU                  | 58 Lörrach                   | Direktmandat                    | 38,2 %   | |
| Winfried Mack          | CDU                  | 26 Aalen                     | Direktmandat                    | 49,0 %   | |
| Stefan Mappus          | CDU                  | 42 Pforzheim                 | Direktmandat                    | 46,8 %   | |
| Frank Mentrup          | SPD                  | 35 Mannheim I                | Direktmandat                    | 40,0 %   | |
| Oswald Metzger         | Grüne                | 66 Biberach                  | Zweitmandat                     | 16,7 %   | député non inscrit à partir du 27 novembre 2007 démissionne le 8 février 2008 (remplacé par Eugen Schlachter) |
| Bärbl Mielich          | Grüne                | 48 Breisgau                  | Zweitmandat                     | 14,1 %   | |
| Ulrich Müller          | CDU                  | 67 Bodensee                  | Direktmandat                    | 44,2 %   | |
| Bernd Murschel         | Grüne                | 06 Leonberg                  | Zweitmandat                     | 12,6 %   | |
| Georg Nelius           | SPD                  | 38 Neckar-Odenwald           | suppléant pour un Zweitmandat   | 28,4 %   | remplace Karl-Heinz Joseph le 18 mai 2007                                                                     |
| Paul Nemeth            | CDU                  | 05 Böblingen                 | Direktmandat                    | 43,3 %   | |
| Veronika Netzhammer    | CDU                  | 57 Singen                    | Direktmandat                    | 47,2 %   | |
| Ilka Neuenhaus         | Grüne                | 62 Tübingen                  | suppléante pour un Zweitmandat  | 22,1 %   | remplace Boris Palmer le 26 mai 2007                                                                          |
| Ulrich Noll            | FDP/DVP              | 09 Nürtingen                 | Zweitmandat                     | 13,8 %   | |
| Thomas Oelmayer        | Grüne                | 64 Ulm                       | Zweitmandat                     | 17,5 %   | |
| Günther Oettinger      | CDU                  | 13 Vaihingen                 | Direktmandat                    | 45,2 %   | démissionne le 5 février 2010 (remplacé par Albrecht Fischer)                                                 |
| Christoph Palm         | CDU                  | 15 Waiblingen                | Direktmandat                    | 42,2 %   | |
| Boris Palmer           | Grüne                | 62 Tübingen                  | Zweitmandat                     | 22,1 %   | démissionne le 25 mai 2007 (remplacé par Ilka Neuenhaus)                                                      |
| Christoph Palmer       | CDU                  | 02 Stuttgart II              | Direktmandat                    | 38,0 %   | démissionne le 31 mai 2008 (remplacé par Thomas Bopp)                                                         |
| Günther-Martin Pauli   | CDU                  | 63 Balingen                  | Direktmandat                    | 50,4 %   | |
| Ernst Pfister          | FDP/DVP              | 55 Tuttlingen-Donaueschingen | Zweitmandat                     | 16,4 %   | |
| Werner Pfisterer       | CDU                  | 34 Heidelberg                | Direktmandat                    | 34,6 %   | |
| Reinhold Pix           | Grüne                | 46 Freiburg I                | Zweitmandat                     | 23,2 %   | |
| Rainer Prewo           | SPD                  | 43 Calw                      | Zweitmandat                     | 24,4 %   | |
| Margot Queitsch        | SPD                  | 47 Freiburg II               | Zweitmandat                     | 28,2 %   | |
| Werner Raab            | CDU                  | 31 Ettlingen                 | Direktmandat                    | 46,7 %   | |
| Renate Rastätter       | Grüne                | 28 Karlsruhe II              | Zweitmandat                     | 16,4 %   | |
| Helmut Rau             | CDU                  | 50 Lahr                      | Direktmandat                    | 50,3 %   | |
| Nicole Razavi          | CDU                  | 11 Geislingen                | Direktmandat                    | 45,9 %   | |
| Heribert Rech          | CDU                  | 29 Bruchsal                  | Direktmandat                    | 49,0     | |
| Klaus Dieter Reichardt | CDU                  | 36 Mannheim II               | Direktmandat                    | 38,6 %   | démissionne le 1er mars 2011 (remplacé par Rebekka Schmitt-Illert)                                            |
| Wolfgang Reinhart      | CDU                  | 23 Main-Tauber               | Direktmandat                    | 54,4 %   | |
| Martin Rivoir          | SPD                  | 64 Ulm                       | Zweitmandat                     | 24,4 %   | |
| Karl-Wilhelm Röhm      | CDU                  | 61 Hechingen-Münsingen       | Direktmandat                    | 48,1 %   | |
| Karl Rombach           | CDU                  | 54 Villingen-Schwenningen    | Direktmandat                    | 49,4 %   | |
| Christine Rudolf       | SPD                  | 14 Bietigheim-Bissingen      | Zweitmandat                     | 26,2 %   | |
| Helmut Walter Rüeck    | CDU                  | 22 Schwäbisch Hall           | Direktmandat                    | 38,3 %   | |
| Hans-Ulrich Rülke      | FDP                  | 44 Enz                       | Zweitmandat                     | 13,8 %   | |
| Ingo Rust              | SPD                  | 19 Eppingen                  | Zweitmandat                     | 26,3 %   | |
| Nikolaos Sakellariou   | SPD                  | 22 Schwäbisch Hall           | Zweitmandat                     | 27,6 %   | |
| Bernhard Schätzle      | CDU                  | 47 Freiburg II               | Direktmandat                    | 30,3 %   | |
| Volker Schebesta       | CDU                  | 51 Offenburg                 | Direktmandat                    | 50,5 %   | |
| Stefan Scheffold       | CDU                  | 25 Schwäbisch Gmünd          | Direktmandat                    | 48,2 %   | |
| Winfried Scheuermann   | CDU                  | 44 Enz                       | Direktmandat                    | 40,1 %   | |
| Eugen Schlachter       | Grüne                | 66 Biberach                  | suppléant pour un Zweitmandat   | 16,7 %   | remplace Oswald Metzger le 18 février 2008                                                                    |
| Nils Schmid            | SPD                  | 09 Nürtingen                 | Zweitmandat                     | 23,0 %   | |
| Rebekka Schmitt-Illert | CDU                  | 36 Mannheim II               | Nachfolgerin im Direktmandat    | 38,6 %   | remplace Klaus Dieter Reichardt en mars 2011                                                                  |
| Claus Schmiedel        | SPD                  | 12 Ludwigsburg               | Zweitmandat                     | 25,9 %   | |
| Peter Schneider (de)   | CDU                  | 66 Biberach                  | Direktmandat                    | 51,2 %   | |
| Klaus Schüle           | CDU                  | 46 Freiburg I                | Direktmandat                    | 40,0 %   | |
| Katrin Schütz          | CDU                  | 28 Karlsruhe II              | Direktmandat                    | 38,2 %   | |
| Marcel Schwehr         | CDU                  | 49 Emmendingen               | Direktmandat                    | 39,4 %   | |
| Hans-Ulrich Sckerl     | Grüne                | 39 Weinheim                  | Zweitmandat                     | 12,6 %   | |
| Edith Sitzmann         | Grüne                | 47 Freiburg II               | Zweitmandat                     | 24,2 %   | |
| Gisela Splett          | Grüne                | 27 Karlsruhe I               | Zweitmandat                     | 16,2 %   | |
| Willi Stächele         | CDU                  | 52 Kehl                      | Direktmandat                    | 48,6 %   | |
| Wolfgang Staiger       | SPD                  | 24 Heidenheim                | Zweitmandat                     | 33,7 %   | démissionne le 31 mars 2009 (remplacé par Andreas Stoch)                                                      |
| Wolfgang Stehmer       | SPD                  | 13 Vaihingen                 | Zweitmandat                     | 23,9 %   | |
| Rainer Stickelberger   | SPD                  | 58 Lörrach                   | Zweitmandat                     | 31,6 %   | |
| Johannes Stober        | SPD                  | 27 Karlsruhe I               | Zweitmandat                     | 28,2 %   | |
| Andreas Stoch          | SPD                  | 24 Heidenheim                | suppléant pour un Zweitmandat   | 33,7 %   | remplace Wolfgang Staiger le 1er avril 2009                                                                   |
| Monika Stolz           | CDU                  | 64 Ulm                       | Direktmandat                    | 43,8 %   | |
| Gerhard Stratthaus     | CDU                  | 40 Schwetzingen              | Direktmandat                    | 43,9 %   | |
| Peter Straub           | CDU                  | 59 Waldshut                  | Direktmandat                    | 44,3 %   | |
| Klaus Tappeser         | CDU                  | 62 Tübingen                  | Direktmandat                    | 38,6 %   | démissionne le 7 janvier 2008 (remplacé par Monika Bormann)                                                   |
| Stefan Teufel          | CDU                  | 53 Rottweil                  | Direktmandat                    | 48,4 %   | |
| Michael Theurer        | FDP                  | 45 Freudenstadt              | Zweitmandat                     | 19,8 %   | démissionne le 31 août 2009 (remplacé par Friedhelm Ernst)                                                    |
| Karl Traub             | CDU                  | 65 Ehingen                   | Direktmandat                    | 54,6 %   | |
| Ilse Unold             | CDU                  | 04 Stuttgart IV              | suppléante pour un Direktmandat | 36,8 %   | remplace Michael Föll le 1er octobre 2008                                                                     |
| Franz Untersteller     | Grüne                | 14 Bietigheim-Bissingen      | Zweitmandat                     | 11,4 %   | |
| Ute Vogt               | SPD                  | 30 Bretten                   | Zweitmandat                     | 31,4 %   | démissionne le 30 septembre 2009 (Nachfolger Wolfgang Wehowsky)                                               |
| Christa Vossschulte    | CDU                  | 07 Esslingen                 | Direktmandat                    | 40,0 %   | |
| Georg Wacker           | CDU                  | 39 Weinheim                  | Direktmandat                    | 42,6 %   | |
| Jürgen Walter          | Grüne                | 12 Ludwigsburg               | Zweitmandat                     | 15,1 %   | |
| Wolfgang Wehowsky      | SPD                  | 30 Bretten                   | suppléant pour un Zweitmandat   | 31,4 %   | remplace Ute Vogt le 1er octobre 2009                                                                         |
| Hans-Peter Wetzel      | FDP/DVP              | 67 Bodensee                  | Zweitmandat                     | 11,6 %   | |
| Alfred Winkler         | SPD                  | 59 Waldshut                  | Zweitmandat                     | 24,1 %   | |
| Guido Wolf             | CDU                  | 55 Tuttlingen-Donaueschingen | Direktmandat                    | 46,0 %   | |
| Werner Wölfle          | Grüne                | 02 Stuttgart II              | Zweitmandat                     | 16,6 %   | |
| Marianne Wonnay        | SPD                  | 49 Emmendingen               | Zweitmandat                     | 28,8 %   | |
| Norbert Zeller         | SPD                  | 67 Bodensee                  | Zweitmandat                     | 22,5 %   | |
| Karl Zimmermann        | CDU                  | 08 Kirchheim unter Teck      | Direktmandat                    | 41,6 %   | |